# Террі Райлі

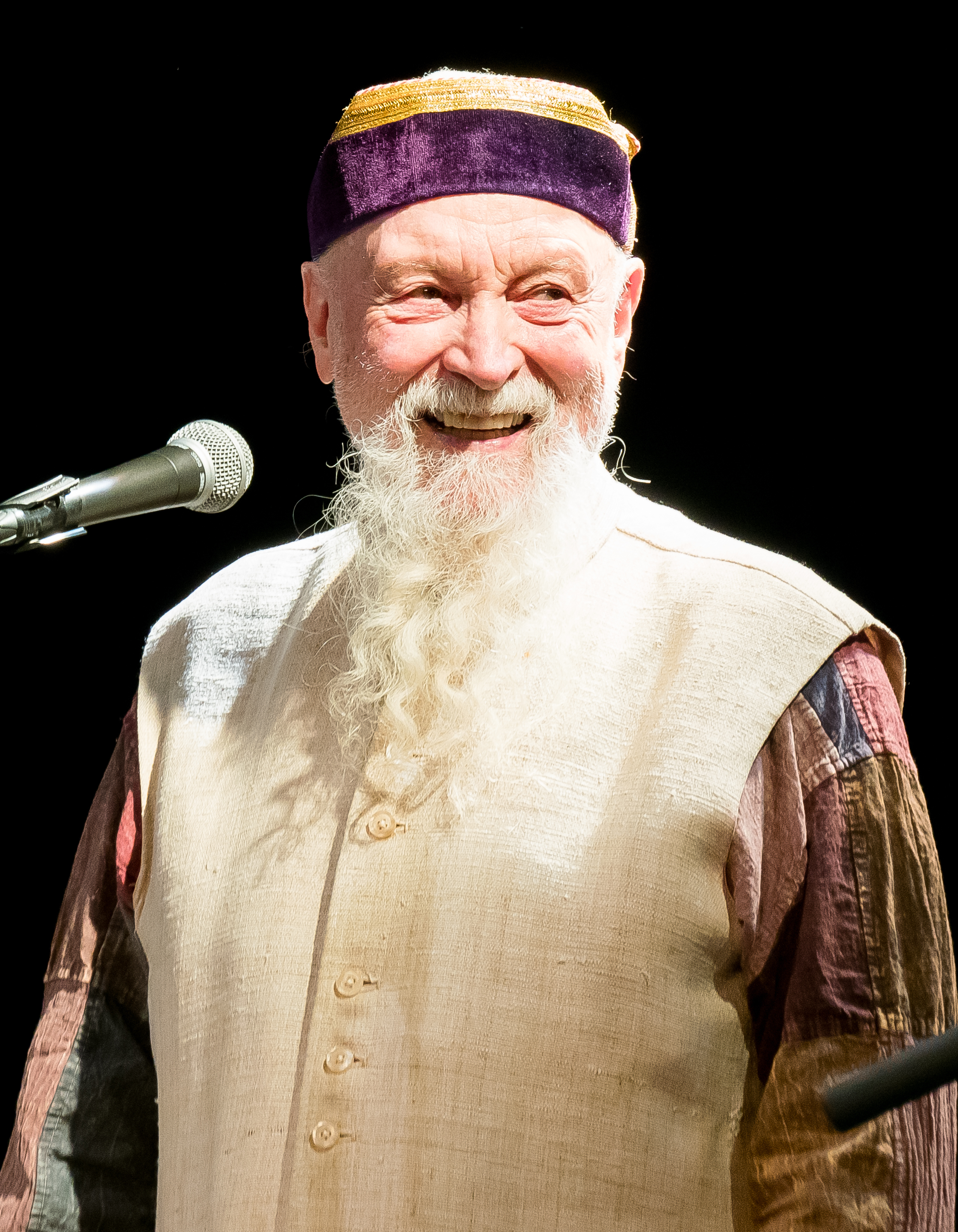

Теренс Мітчел Райлі (англ. Terrence Mitchell "Terry" Rile; нар. 24 червня 1935, Колфакс Colfax) — американський композитор і музикант, один з засновників мінімалізму, значний вплив на нього мали джаз та індійська класична музика. Він проводив експерименти із петлями магнітної плівки і системами для створення ефекту затримки звуку «Time Lag Accumulator», що в значній мірі вплинуло на розвиток експериментальної музики.
Його найвідоміший твір In C, що написаний у 1964 році, став знаковим і забезпечив появу нової музичної форми, в основі якої музичні фрагменти, що постійно повторюються. Саме це мало вплив на розвиток музики у ХХ столітті. Важко окреслити область сучасної музики, якої б не торкнувся вплив творчості Террі Райлі, зокрема, це творчість Стіва Райха (Steve Reich), Філіпа Гласса (Philip Glasss), Корнеліуса Кардью (Cornelius Cardew), Джона Адамса (John Adams), Девіда Аллена (Daevid Allen), Брайана Іно (Brian Eno), груп The Who, The Soft Machine, Tangerine Dream, Curved Air та ін.
Гіпнотизуючі, поліметричні, багатошарові, зі східними елементами інструментальні імпровізації є характеристикою музичного стилю Т.Райлі, який завжди намагався у своїй музиці сконцентруватися на відчутті плинності вічності. 

## Біографія
Террі Райлі народився в північнокаліфорнійському містечку Колфакс, США. У 5 років почав навчатись гри на скрипці, та вже через рік, у зв'язку з переїздом, змушений був припинити заняття. У 8 років продовжив заняття, але вже на фортепіано. Більше любив підбирати на слух і грати з друзями в школі, аніж довготривалі заняття вдома. Хоча і грав класику, та віддавав перевагу грі естрадної музики в ансамблях. У юні роки також ще грав на саксофоні, захоплювався бібопом.
Освіту здобував у коледжі Шаста, Університеті штату Сан-Франциско (композиція) і в консерваторії Сан-Франциско (фортепіано), також отримав ступінь магістра у Каліфорнійському університеті, Берклі, США.
Брав участь в роботі експериментального Центру магнітофонної музики в Сан-Франциско, працюючи разом із Мортоном Суботніком, Стівом Райхом, Поліною Оліверос і Реймоном Сендером. Тут він ще експериментував з пристроєм під назвою «ехоплекс». Проте найбільше на нього влинув Пандіт Пран Нат (1918—1996), майстер класичного індійського співу. Під час навчання у нього (з 1970), Райх багато подорожував Індією, щоб навчитись гри та акомпануванню на таблі, тамбурині, а також співу. У 60-ті він ще багато подорожував Європою, підробляв тапером і вивчав різні музичні напрями. Із 1971 викладав індійську класичну музику у Коледжі Мілз (Каліфорнія), також працював в Інституті мистецт в Каліфорнії. У 2007 Райлі отримав ступінь почесного доктора музики в Університеті Чапмена.
У 1960-тих Райлі давав свої «всенічні концерти», в яких виконував переважно імпровізації. Концерти починались о 22:00 і тривали аж до світанку. Тут він використовував свою стару фісгармонію та саксофон. А коли після багатьох годин гри, музиканту була потрібна перерва, то він включав записи саксофона з ефектом delay. Райлі давав такі концерти декілька років поспіль. Публіка приходила їх слухати сім'ями, приносячи з собою складні крісла та спальники.
Багаторічна співпраця з Кронос-квартетом розпочалась, коли Райлі познайомився із засновником колективу Девідом Гаррінґтоном у Коледжі Мілз. За свою кар'єру Райлі написав для Кронос-квартету 13 композицій.
На сьогоднішній день, Райлі виступає як сольний виконавець на фортепіано, а також як виконавець індійської раги.

## Творчість
Його рання творчість зазнала впливу К. Штокгаузена, але після знайомства з роботами Ла Монте Янга, будучи ще аспірантом, Райлі вже змінює свій стиль. До цього він писав тональну музику в неокласичному стилі. Композитор ще особливо цікавився постсеріальною музикою, творчістю Штокгаузена та Веберна, йому подобались їхні цікаві текучі ритми та структурне мислення.
У 60-х роках приєднується до San Francisco Tape Music Center. Цей період позначений зверненням до серійної музики, зокрема, фортепіанних творів А.Шонберга  (Arnold Schoenberg), увагу в яких привертала абсолютна свобода ритмів. Під впливом Шонберга Террі Райлі написав серію фортепіанних п'єс.
Вивчає засоби розширеної тональності і розробляє специфічну концепцію часу, в основі якої лежить ідея звільнення від зовнішнього часу та проникнення у ізольований безмежний часовий простір. Саме ця ідея лежить в основі Театру Вічної музики, заснованого Террі Райлі у 60-х роках, серед учасників також Тоні Конрад (Tony Conrad), Джон Кейл (John Cale) та ін.
В цей ж час експериментує з технологією «tape loops» (плівкових петель). Головним технічним методом Террі Райлі стала система затримки часу «Time Lag Accumulator» — завдяки маніпуляціям із плівкою звукові цикли багатократно комбінувались та накладались один на один, свого роду — семплінг, що давав ефект просторово-звукового відчуття. За словами автора: «Це була конструкція восьмигранної форми, три-чотири метри шириною і кількома дзеркально розміщеними кімнатками всередині, розміром саме на людину, їх поєднувало кілька дверей. В кожній кімнатці стояв мікрофон, який записував все, що в нього відтворювали, а через деякий час цей запис відтворювався в іншій кімнаті. В конструкції знаходилось одночасно кілька чоловік, і всі вони уривково чули, що говориться у інших кімнатах, і що потім програється з допомогою магнітофонної системи затримки звуку».
Вплив творчості Джона Колтрейна (John Coltrane) і Джона Кейджа, спонукав до вивчення авангардної музики та відкритої імпровізації, а також написання у 1960 році альбому «Mescalin Mix» в дусі musique concrete для танцювального номера Компанії Анни Халпрін (перший експеримент із плівковими петлями). 
У 1961 році переїздить із Берклі до Нью-Йорку та бере участь у Fluxus (Флаксусі) — напрям радикальних авангардистів, в основі якого лежала препарація дійсності в іронічно-ігрові, абсурдні форми, нівелювання кордонів між художником та публікою. 
Два роки живе у Іспанії, пізніше Парижі. Заробляючи на життя грою у нічних клубах, Райлі співпрацює із драматургом Кеном Дьюї (Ken Dewey), одним з перших ентузіастів театральних хеппенінгів. В 1963 році Райлі написав музику для п'єси Дьюї «The Gift» на замовлення Театру Націй, згодом записану на Національній Телерадіокомпанії Франції (ORTF). «Music for the Gift» являє собою «So What» Майлса Девіса (Miles Davis) в інтерпретації квартету Чета Бейкера (Chet Baker), оброблену через систему затримки часу «Time Lag Accumulator». В цьому творі Террі Райлі сконцентрувався на відтворенні тривалих цілісних музичних форм за допомогою петель (відчуття самозаглиблення, медитативності).
In C (1964)
У 1964 році пише твір «In C», що є його найвідомішою роботою. Твір складається з 53 фраз (фігур), які виконавець вільно повторює довільну кількість разів, створюючи складні канонічні текстури і поліритмію. Твір написаний для будь-якої кількості мелодичних інструментів. Вперше виконаний Стівом Райхом, Джоном Гібсоном, Полін Оліверосом і Мортоном Саботніком. 
Цитата автора: «Я вимагав від музикантів максимальної участі у композиції, щоб вони самі приймали рішення і імпровізували, як у джазі, чи індійській музиці, чи північноафриканській, арабській музиці. На Заході немає відповідної форми музики для подібної імпровізації. Точніше, є кілька методів, що не вписуються у моє бачення. Я прагнув до повної координації. Я хотів включити елементи фольку і інших цікавих мені стилів, але при цьому зберігши можливість імпровізації і різного виконання на кожному концерті. Так я винайшов свій метод і застосував його в „In C“, — який дає музикантам можливість вибору. Хоч я і задав 53 модулі, є велика кількість варіантів їх поєднання між собою. Я поставив ціль звільнитися від диригента, який вказував б музикантам як грати та як спрямовувати розвиток твору, я хотів, щоб ансамбль став цілісним організмом і по своєму виражав музику. В цьому полягала головна ідея: щоб музиканти самі визначили як звучати композиції. Звичайно, від чогось потрібно відштовхуватись, тому я написав для  In C базові компоненти, але так, щоб їх можна було б з легкістю розвинути. І у мене вдалося: „In C“ тлумачили тисячами різних способів, і я ні разу не чув, щоб хоч два із них повторювали один одного».
За визначенням О.Сєрової твір «In C» є прикладом «розширення часопростору до меж, що перевищують середньоусталену тривалість, доступну звичайному людському сприйняттю…У композиції використана оригінальна техніка репететивних канонів на ряд паттернів у поєднанні з алеаторикою (overlapping pattern work), заснованою на одночасному звучанні кількох самостійних паттернів, різноманітних за часовою тривалістю, проте контрольованих єдиним ритмічним пульсом». In C був вагомим кроком у розвитку репететивної музики, а також став першою роботою мінімалізму в масовій культурі, хоча Т.Райлі завжди визнавав Л. М. Янга як попередника.
У 1967 році, за ініціативи Філадельфійського Коледжу Мистецтв, Террі Райлі організовує світлозвукові всенічні концерти-дійства у художній галереї. Наслідком стало написання двох творів — «Poppy Nogood and the Phantom Band» и «A Rainbow in Curved Air».
70-ті роки позначені зверненням до індійської музики, цьому сприяло навчання  протягом 1970—1996 років у майстра класичного індійського вокалу — Пандіта Пран Натх (Pandit Pran Nath), разом із яким у 1970 році Райлі здійснив першу подорож до Індії та став вивчати раги — канонічне староіндійське вокально-інструментальне музикування. Пізніше їх співпраця продовжилась у Америці до 1996 року та була позначена рядом експериментальних робіт для Танцювальної Компанії Анни Халпрін (Anna Halprin), де вони володіли чималим арсеналом інструментів, вдавались до імпровізаційних експериментів та досліджували не західні музичні традиції..
Протягом 1971—1981 року Террі Райлі викладав індійську класичну музику в коледжі Міллс  (Mills College), Каліфорнійському інституті мистецтв (California Institute of the Arts) — 1995, Нейропе інституті (the Nairopa Institute) — 1995, а з 1993 року на Крісті Сабрі — Школа індійської класичної музики в Нью-Делі (the Christi Sabri School of Indian Classical Music in New Delhi). У 70-х роках були записані його альбоми «Happy Ending» і « The Persian Surgery Dervishes».
У 80-х роках, перебуваючи у коледжі Міллса (Mills College), Террі Райлі знайомиться із Девідом Харрінгтоном (David Harrington), лідером Кронос Квартету (Kronos Quartet), який переконав Террі написати для групи, адже Террі не писав музику у вигляді партитур із 1965 року. Для Kronos Quartet Т.Райлі створив 13 струнних квартетів, квінтет Crows Rosary, концерт для струнного квартету The Sands, а також мультимедійну п'єсу Sun rings (2003) для хору, візуальних образів і космічних звуків. У 1981 році відбулась прем'єра  пісень «G-Song» і «Sunrise of the Planetary Dream Collector», спеціально аранжованих для квартету, синтезатора і вокалу. Альбом «Salome Dances for Peace»  для Kronos Quartet, за оцінкою американського журналу «Today», став першим серед альбомів класичної музики 1989 року і був номінований на Греммі.
У 1989 році Террі Райлі утворив ансамбль KHAYAL (в перекладі «думка», «політ уяви»), що спеціалізувався на ансамблевому вокалі та інструментальній імпровізації. В рамках проекту THE TRAVELLING AVANT-GARDE, відбулась постановка камерної опери «The Saint Adolf Ring». Опера була музично-театральним дійством на основі малюнків, прози і поезії, математичних розрахунків швейцарського вченого Адольфа Вулфі (Adolf Woelfi), де поєднано джаз та індійську музику. Твір представлено трьома виконавцями, відеозображенням, слайдами та музикою речитативного, декламаційного складу.
90-ті роки відзначені турами із студентами до Індії, у школу індійської музики Chisti Sabri School of Music, де Террі Райлі був викладачем індійської музики. В цей ж час виступає як сольний виконавець, а також бере участь у наукових семінарах. Співпрацює з Закіром Хуссейном (Zakir Hussein), Ву Ман (Wu Man) та ін. 
Нове тисячоліття розпочалось для Т.Райлі із турне його групи All Stars, в якій грали Джордж Брукс (George Brooks, саксофони), Трейсі Сілверман (Tracy Silverman, скрипка і 6-струнна віола), Гайян Райлі (Gyan Riley, гітара) і Стефано Скоданіббьо (Stefano Scodanibbio, контрабас). 